# Joan Chase
Joan Chase (Wooster, 26 novembre 1936 – Needham, 17 aprile 2018) è stata una scrittrice statunitense.

## Biografia
Nata Joan Lucille Strausbaugh da Warren Strausbaugh e Lucille Opal Keister, dopo il diploma alla Northwestern High School di Adelphi si è laureata in filosofia all'Università del Maryland, College Park.
Dopo aver ricevuto numerosi rifiuti dagli editori, ha esordito nella narrativa nel 1983 con il romanzo During the Reign of the Queen of Persia al quale hanno fatto seguito The Evening Wolves nel 1990 e la raccolta di racconti Bonneville Blue l'anno successivo.
Malata di demenza da corpi di Lewy e malattia di Parkinson, è morta a 81 anni in una casa di riposo a Needham il 17 aprile 2018.

## Vita privata
Nel 1959 ha sposato il professore di economia Richard Xavier Chase e la coppia ha avuto due figli: Christopher Chase e Melissa Grabau. Dopo il divorzio si è risposata nel 2009 con il poeta Solomita.

## Opere

### Romanzi
- During the Reign of the Queen of Persia (1983)
- The Evening Wolves (1990)

### Raccolte di racconti
- Bonneville Blue (1991)

## Premi e riconoscimenti
Premio Janet Heidinger Kafka
- 1983 vincitrice con During the Reign of the Queen of Persia[4]

Premio PEN/Hemingway
- 1984 vincitrice con During the Reign of the Queen of Persia[5]

Premio Whiting
- 1987 vincitrice nella categoria "Narrativa"[6]

Guggenheim Fellowship
- 1990[7]